# Chandra Shekhar
Chandra Shekhar (Hindi: चंद्र शेखर) (Ibrahimpatti (Uttar Pradesh), 1 juli 1927 - New Delhi, 8 juli 2007) was een Indiase socialistische politicus. Als zodanig was hij van 1990 tot 1991 minister-president van India.
Shekhar voltooide zijn studie aan de Universiteit van Allahabad.
Van 1962 tot 1967 was hij lid van de Rajya Sabha, het Indiase hogerhuis. Van 1977 tot aan zijn overlijden was hij bijna onafgebroken lid van de Lok Sabha, het Indiase lagerhuis (hij verloor alleen de verkiezingen van 1984).
Van 10 november 1990 tot 21 juni 1991 was hij premier. Toen de Congrespartij haar steun voor hem introk, moest hij het premierschap opgeven.
Op 5 november 1990 richtte hij en Chaudhari Devi Lal een factie op binnen de toen regerende partij Janata Dal, bekend als de Samajwadi Janatapartij. Uit deze factie kwam de linkse partij Samajwadi Janatapartij (Rashtriya) voort, die hij tot aan zijn dood in 2007 leidde.
Jawaharlal Nehru · Gulzari Lal Nanda · Lal Bahadur Shastri · Indira Gandhi · Morarji Desai · Chaudhary Charan Singh · Rajiv Gandhi · Vishwanath Pratap Singh · Chandra Shekhar · Narasimha Rao · Atal Bihari Vajpayee · Haradanahalli Dodde Deve Gowda · Inder Kumar Gujral · Manmohan Singh · Narendra Modi
- Bibliothèque nationale de France: cb14594544d (data)
- Gemeinsame Normdatei: 125845448
- International Standard Name Identifier: 0000 0000 8410 3154
- Library of Congress Control Number: n82148933
- Système universitaire de documentation: 092686370
- Virtual International Authority File: 113008127
- WorldCat: E39PBJbGQKHQMwVFG6g8qw9CcP